# Eubaphe mendica
Eubaphe mendica là một loài bướm đêm thuộc họ Geometridae. Nó được tìm thấy ở miền đông Bắc Mỹ.
Sải cánh dài 21–30 mm. Con trưởng thành bay từ tháng 5 đến tháng 9. Có ba lứa một năm.
Ấu trùng ăn Acer và Viola.

## Hình ảnh
- Tập tin:Tập